# Necocyaotl
Necocyaotl (en nahuatl l'ennemi des deux côtés) est, dans la mythologie aztèque, le dieu de la discorde, une divinité de la haine et de la violence.